# John Holt
John Kenneth Holt (ur. 11 lipca 1947 w Kingston, zm. 19 października 2014 w Londynie) – jamajski wokalista reggae.
W latach 1964–1970 był wokalistą The Paragons, z którymi nagrał m.in. międzynarodowy przebój The Tide is High (spopularyzowany przez amerykańską grupę Blondie). W latach 70. rozpoczął karierę solową, w 1974 nagrał swój najpopularniejszy album 1000 Volts of Holt. 
W latach 80. zapuścił dreadlocki i stał się zaangażowanym rastafarianinem. W 1983 odniósł sukces albumem Police in Helicopter.
Był żonaty, miał dziesięcioro dzieci.

## Dyskografia
- A Love I Can Feel (1970) Bamboo
- Holt (1971) Jaguar
- Still in Chains (1971) Trojan
- Greatest Hits (1972) Melodisc
- OK Fred (1972) Melodisc
- Pledging My Love (1972) Jackpot/Trojan
- The Further You Look (1973) Trojan
- Time Is The Master (1973) Moodisc
- Dusty Roads (1974) Trojan
- 1000 Volts of Holt (1974)
- The Further You Look (1974)
- Pledging My Love (1975)
- Before the Next Teardrop (1976) Klik
- Up Park Camp (1976) Channel One
- Channel One Presents The Magnificent John Holt (1977) Channel One
- Roots of Holt (1977) Trojan
- Showcase (New Disco Style) (1977) Thunderbolt
- 3000 Volts of Holt (1977)
- Holt Goes Disco (1978) Trojan
- In Demand (1978) Dynamic Sounds
- Let It Go On (1978) Trojan
- Super Star (1978) Weed Beat
- The Impressable John Holt (Disco Mix) (1978) Harry J
- Sweetie Come Brush Me (1980)
- A1 Disco Showcase (1981) Taurus
- Introspective (1980) Dynamic Sounds
- My Desire (1980) Jackpot
- Just the Two of Us (1982) CSA
- Sweetie Come Brush Me (1982) Volcano
- Gold (1983) Creole
- Police in Helicopter (1983) Greensleeves/Arrival
- For Lovers and Dancers (1984) Trojan
- Live In London (1984) Very Good
- Wild Fire (1985) Natty Congo/Tad's (with Dennis Brown)
- Vibes (1985) Leggo Sounds
- Why I Care (1985)
- The Reggae Christmas Hits Album (1986) Trojan
- From One Extreme to Another (1986) Beta
- 16 Songs for Soulful Lovers (1986)
- Time Is The Master (1988) Creole
- Rock With Me Baby (1988) Trojan
- If I Were a Carpenter (1989)
- Why I Care (1989) Greensleeves
- Reggae, Hip House, R&B Flavor (1993)
- Peacemaker (1993)
- The Hit List (1995)